# Андець
Áндець (Ampelion) — рід горобцеподібних птахів родини котингових (Cotingidae). Представники цього роду мешкають в Південній Америці.

## Види
Виділяють два види:
- Андець чорний (Ampelion rubrocristatus)
- Андець рудочубий (Ampelion rufaxilla)